# Tour of Yancheng Coastal Wetlands
Die Tour of Yancheng Coastal Wetlands ist ein Straßenradrennen in China.
Erstmals wurde sie 2014 ausgetragen. Damals aber noch als ein Eintagesrennen. 2015 war es zu einem Etappenrennen geworden. Als Eintagesrennen wurde es in der UCI-Kategorie 1.2 klassiert und als Etappenrennen 2.2-Rennen eingestuft. 2016 wurde es wieder als Eintagesrennen ausgetragen mit Status der Kategorie 1.2. Die bisherigen Austragungen fanden bisher immer im Monat November statt.

## Sieger
- 2016  Jakub Mareczko
- 2015  Evaldas Šiškevičius
- 2014  Jesse Kerrison